# Hirokatsu Tayama
Hirokatsu Tayama (田山 寛豪, Tayama Hirokatsu), né le 12 novembre 1981 à Ibaraki, est un triathlète japonais, triple champion d'Asie, il possède également le record de onze titre de champion du Japon.

## Biographie
Hirokatsu Tayama est diplômé de sociologie de l'Université Ryutsu Keizai (à Ryūgasaki), il est marié à la triathlète japonaise Saori Ohmatsu depuis 2013,.

## Palmarès
Le tableau présente les résultats les plus significatifs (podium) obtenus sur le circuit national et international de triathlon depuis 2001,.
| Année | Compétition                           | Pays         | Position           | Temps           |
| ----- | ------------------------------------- | ------------ | ------------------ | --------------- |
| 2017  | Coupe d'Asie - l'étape de Murakami    | Japon        | Médaille d'or      | 1 h 44 min 11 s |
| 2017  | Championnat du Japon                  | Japon        | Médaille d'or      | 1 h 51 min 34 s |
| 2016  | Championnat d'Asie                    | Japon        | Médaille d'or      | 1 h 55 min 16 s |
| 2016  | Championnat du Japon                  | Japon        | Médaille d'or      | 1 h 52 min 1 s  |
| 2014  | Championnat du Japon                  | Japon        | Médaille d'or      | 1 h 48 min 43 s |
| 2014  | Championnat d'Asie et Jeux asiatiques | Corée du Sud | Médaille d'argent  | 1 h 49 min 24 s |
| 2013  | Championnat du Japon                  | Japon        | Médaille d'or      | 1 h 47 min 59 s |
| 2012  | Championnat du Japon                  | Japon        | Médaille d'or      | 1 h 44 min 14 s |
| 2012  | Championnat d'Asie                    | Japon        | Médaille d'argent  | 1 h 39 min 32 s |
| 2010  | Championnat du Japon                  | Japon        | Médaille d'argent  | 1 h 46 min 32 s |
| 2009  | Championnat du Japon                  | Japon        | Médaille d'or      | 1 h 51 min 3 s  |
| 2009  | Championnat d'Asie                    | Corée du Sud | Médaille d'argent  | 1 h 50 min 19 s |
| 2008  | Championnat du Japon                  | Japon        | Médaille d'or      | 1 h 48 min 46 s |
| 2007  | Coupe du monde - l'étape d'Eilat      | Israël       | Médaille d'or      | 1 h 54 min 7 s  |
| 2007  | Championnat d'Asie                    | Corée du Sud | Médaille d'or      | 1 h 53 min 17 s |
| 2007  | Championnat du Japon                  | Japon        | Médaille d'or      | 1 h 49 min 17 s |
| 2006  | Championnat d'Asie et Jeux asiatiques | Chine        | Médaille d'or      | 1 h 48 min 55 s |
| 2006  | Championnat du Japon                  | Japon        | Médaille d'or      | 1 h 49 min 33 s |
| 2005  | Coupe d'Asie - l'étape d'Shichigahama | Japon        | Médaille d'or      | 1 h 54 min 9 s  |
| 2005  | Championnat du Japon                  | Japon        | Médaille d'argent  | 1 h 46 min 46 s |
| 2004  | Championnat du Japon                  | Japon        | Médaille d'or      | 1 h 49 min 7 s  |
| 2004  | Championnat d'Asie                    | Philippines  | Médaille de bronze | 1 h 58 min 39 s |
| 2002  | Championnat du Japon                  | Japon        | Médaille d'argent  | 1 h 51 min 55 s |
| 2001  | Championnat du Japon                  | Japon        | Médaille d'or      | 1 h 53 min 4 s  |